# Miechów (gromada w powiecie kępińskim)
Miechów – dawna gromada, czyli najmniejsza jednostka podziału terytorialnego Polskiej Rzeczypospolitej Ludowej w latach 1954–1972.
Gromady, z gromadzkimi radami narodowymi (GRN) jako organami władzy najniższego stopnia na wsi, funkcjonowały od reformy reorganizującej administrację wiejską przeprowadzonej jesienią 1954 do momentu ich zniesienia z dniem 1 stycznia 1973, tym samym wypierając organizację gminną w latach 1954–1972.
Gromadę Miechów z siedzibą GRN w Miechowie utworzono – jako jedną z 8759 gromad na obszarze Polski – w powiecie kępińskim w woj. poznańskim, na mocy uchwały nr 23/54 WRN w Poznaniu z dnia 5 października 1954. W skład jednostki weszły obszary dotychczasowych gromad Domasłów, Koza Wielka i Miechów ze zniesionej gminy Perzów w tymże powiecie. Dla gromady ustalono 13 członków gromadzkiej rady narodowej. Gromadę Miechów planowano wstępnie przyłączyć do powiatu sycowskiego w woj. wrocławskim. Gromada figuruje w wykazie gromad powiatu sycowskiego uchwały Nr 128/54 Prezydium Powiatowej Rady Narodowej w Sycowie, gdzie ustalono dla niej na wyrost 13 członków gromadzkiej rady narodowej Do zmiany tej jednak nie doszło.
Gromadę zniesiono 1 stycznia 1962, a jej obszar włączono do gromady Perzów w tymże powiecie.